# Cobleskill
Cobleskill è un comune degli Stati Uniti d'America, situato nello Stato di New York, nella contea di Schoharie.